# Galicijščina
Galicijščina (galicijsko galego ali lingua galega) je iberoromanski jezik, ki se govori v pokrajini Galicija v severozahodni Španiji in kjer je galicijščina poleg španščine uradni jezik. Jezik se govori tudi v sosednjih pokrajinah Asturija ter Kastilija in Leon, pa tudi med izseljenci v drugih španskih pokrajinah ter v Latinski Ameriki, Združenih državah Amerike, Švici in drugod po Evropi.
Sodobna galicijščina spada skupaj s portugalščino med zahodne iberske jezike. Razvila se je iz ljudske latinščine preko tako imenovane srednjeveške galicijščine. Narečni odmik med severnimi in južnimi oblikami jezika je postal opazen v besedilih iz 13. stoletja, vendar so bile razlike še vedno dovolj majhne, da so do polovice 14. stoletja omogočale kulturno enotnost, v kateri je nastajalo galicijsko-portugalsko pesništvo. Jezikovne razlike so se povečevale vse do danes ter vodile do dveh ločenih jezikov, galicijščine in portugalščine.
Besedišče galicijščine izhaja po večini iz latinščine, vsebuje pa tudi besedje nemškega ter keltskega izvora, prek španščine in portugalščine pa je prevzela tudi številne samostalnike iz arabščine, ki se je govorila v Al Andaluzu. 
Jezik uradno regulira Kraljeva galicijska akademija, medtem ko nekatere samostojne organizacije (Galicijska jezikovna zveza, Galicijska akademija za portugalski jezik) obravnavata galicijščino kot del portugalskega jezika.

## Jezikovna razvrstitev
Sodobna galicijščina in njena južna sorodnica portugalščina izhajata iz skupnega srednjeveškega prednika, ki ga sodobni jezikoslovci imenujejo ga srednjeveška galicijščina, stara galicijščina ali stara portugalščina. Srednjeveška galicijščina se je razvila na ozemlju  stare Kraljevine Galicije, ki je zajemala ozemlje sedanje Galicije in severne Portugalske. V 13. stoletju so jezik začeli zapisovati. Med današnjo portugalščino in galicijščino so se začele pojavljati narečne razlike.  Po mnenju nekaterih znanstvenikov obstaja med jezikoma še danes narečni kontinuum, zlasti na ravni podeželskih narečij.  Drugi jezikoslovci menijo, da sta se sodobni galicijščina in portugalščina v preteklih sedmih stoletjih tako oddaljili, da danes govorimo o dveh sorodnih, a ločenih jezikih.
Jezikoslovni status galicijščine z ozirom na portugalščino ostaja sporen, saj nekateri jezikoslovci obravnavajo obe kot samostojna standardizirana jezika, drugi pa le kot različici istega jezika. Nekateri avtorji, kot je na primer Lindley Cintra, obranava galicijščino le kot narečje z manjšimi razlikami v fonologiji in besedišču, medtem ko drugi, na primer Pilar Vázquez Cuesta, trdijo, da gre za samostojen jezik z znatnimi razlikami v fonetiki in besedišču ter manjšimi v oblikoslovju in skladnji.
Vzajemna razumljivost govorcev galicijščine in portugalščine je visoka, po nekaterih ocenah 85-odstotna.

## Zgodovina in trenuten položaj
Galicijščina se je razvila, tako kot kastiljščina, katalonščina in portugalščina, iz latinščine. Portugalščina in galicijščina sta bili nekoč ena jezikovna enota, ki se je govorila severno od reke Douro do Kantabrijskega morja. Z rekonkvista|rekonkvisto se je jezik razširil
proti jugu Iberskega polotoka. Prva besedila v tem jeziku so iz 12. stoletja. Književni dosežki tega jezika so bili v tem času zelo pomembni in z njimi je jezik dobil ugled tudi v sosednjih kraljevinah. V 13. in 14. stoletju je v galicijščini nastajala trubadurska lirika. Ker je Galicija že zelo zgodaj izgubila svojo samostojnost in prišla pod kastiljsko nadoblast, se je morala tudi galicijščina vse bolj umikati kastiljščini. V 16. stoletju je potisnjena v vlogo narečja, ki so ga govorile le še najnižje plasti galicijske družbe, ljudje pa so pisali samo v kastiljščini in latinščini. Propadanje jezika se je v naslednjih stoletjih nadaljevalo. Galicija se je začela narodno prebujati v 19. stoletju in galicijščino so začeli ponovno uporabljati tudi v pisavi. V prvih desetletjih  20. stoletja so Galicijci dobili prvi časnik in založbo, ustanovili so Kraljevo galicijsko akademijo (Real Academia Galega) in Seminar za galicijske študije ter prvič zahtevali, da se v šole v Galiciji uvede galicijščina. Ta razvoj je prekinil diktator Franco, po rodu Galicijec, ki je galicijščino močno zatrl. Do ponovne kulturne in literarne oživitve je prišlo v petdesetih letih, od 1970 se na univerzi v Santiagu de Compostela, kjer je tudi stolica za galicijski jezik in kulturo, ukvarjajo s filološkimi študijami galicijščine. V galicijščini izhajajo tudi kulturne in znanstvene revije, učbeniki ipd. 
Leta 1998 je v Galiciji razumelo galicijščino 99 % prebivalcev, jo znalo govoriti 89 %, brati 68 % in pisati 53 % prebivalcev. Na otroke jo je istega leta prenašalo le 51 % ljudi, kar je pa 13 odstotkov več kot leta 1993. Po sociolingvističnih raziskavah je med mladimi še vedno zasidran predsodek, ki povezuje kastiljski jezik ali celo kastiljski naglas pri izgovarjavi galicijskega jezika s potencialnim družbenim uspehom, inovacijo in konkurenčnostjo. Po raziskavah galicijska mladina galicijščine ne vidi kot družbeno uporabnega jezika, vendarle pa je velik del mladih sprejel kompromis za revitalizacijo galicijskega jezika.